# Pietro Grasso
Pietro Grasso (Licata, 1 de janeiro de 1945) é um político italiano. Foi presidente interino de seu país, em 2015. Assumiu após a renúncia do presidente títular Giorgio Napolitano.

## Presidente interino

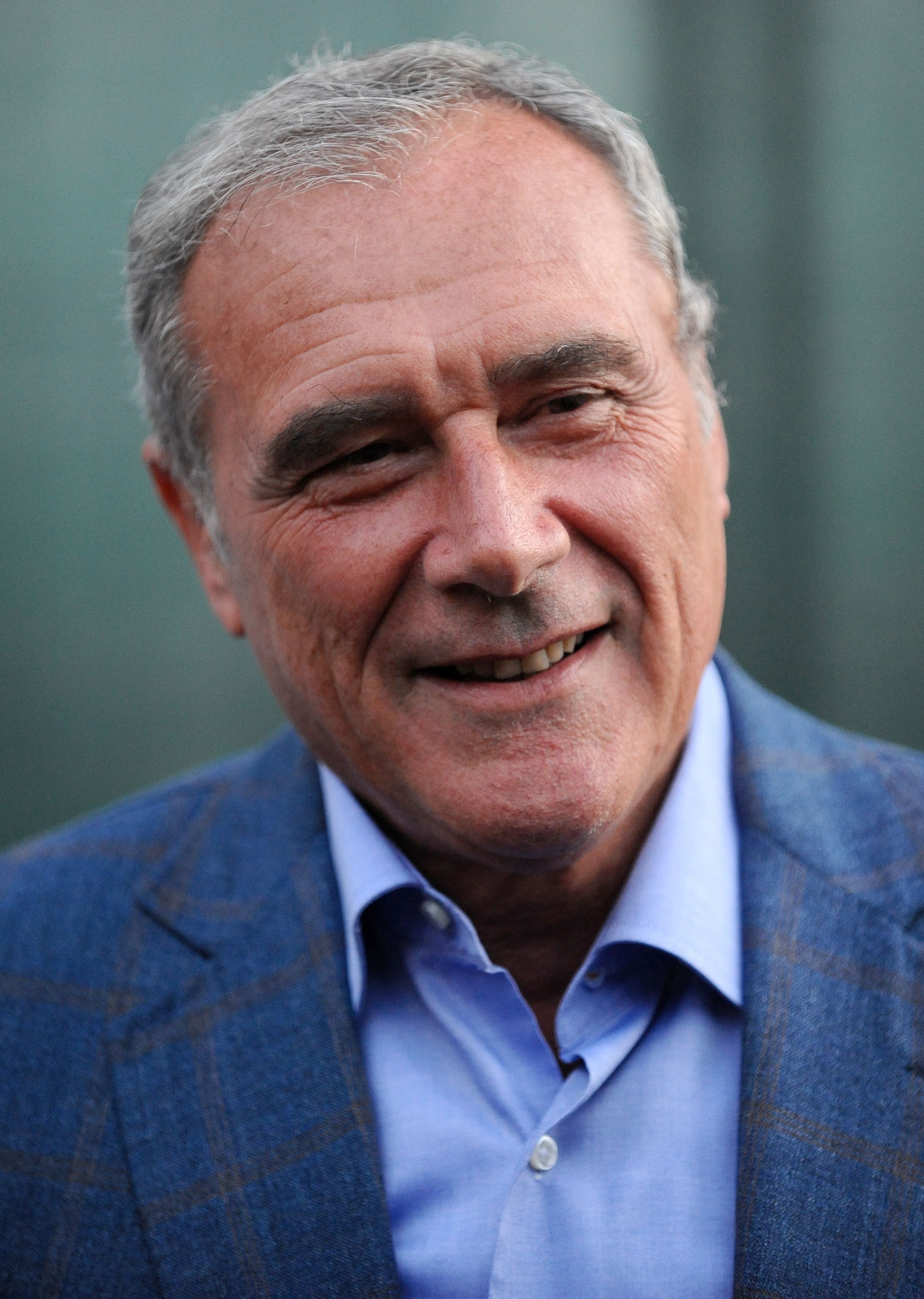
Presidente interino Pietro Grasso

No dia 14 de janeiro de 2015, o Presidente da Itália, Giorgio Napolitano renunciou, tendo Grasso como "presidente interino" desde o dia da renuncia de Napolitano até a posse de Sergio Mattarella, então eleito presidente.